# Batalla de Rafah (1949)

Operación Horev.

La batalla de Rafah (1949) fue un enfrentamiento militar entre las Fuerzas de Defensa de Israel y el ejército egipcio en la etapa final de la guerra árabe-israelí de 1948. Se luchó entre el 3 y 8 de enero de 1949, justo al sur de Rafah, hoy en la franja de Gaza. La batalla fue iniciada por Israel como parte de la operación Horeb, en el contexto de las recién iniciadas batallas del Sinaí. Los israelíes esperaban para rodear todas las fuerzas egipcias en Palestina y enviarlas de vuelta a Egipto.
Las brigadas Golani y Harel fueron asignadas al ataque, con la 8ª brigada sirviendo como la reserva operacional y la brigada Néguev realizando ataques de distracción. Mientras que los israelíes tenían grandes problemas para avanzar en sus asaltos individuales, con el tiempo una fuerza del tamaño de un batallón logró tomar una posición en la carretera de Rafah a la península del Sinaí, rodeando de manera efectiva a la fuerza expedicionaria egipcia. Sin embargo, para entonces los egipcios acordaron negociar el armisticio y por lo tanto el escalón político israelí ordenó que todas las tropas regresaran. La batalla de Rafah fue la última gran operación de combate en la guerra y fue seguida por los acuerdos de armisticio con Egipto.

## Antecedentes
El ejército regular egipcio invadió Israel el 15 de mayo de 1948, al día siguiente de la Declaración de Independencia israelí. La principal columna egipcia se movió por la llanura costera en los siguientes días, deteniéndose en Isdud y estableciendo su sede en Majdal. Después de la creación de la cuña de Beit Hanoun y otras ofensivas israelíes durante la operación Yoav, el personal egipcio se retiró a Gaza y la mayor parte de sus fuerzas se concentraron en lo que es hoy la franja de Gaza.
El 22 de diciembre de 1948, los israelíes lanzaron la operación Horeb, con el objetivo de expulsar a todas las fuerzas egipcias de Palestina. El Comando Sur israelí, bajo el mando de Yigal Alón, había previsto rodear a los egipcios por la península del Sinaí, sin el conocimiento del Estado Mayor General. Debido a la presión internacional, sin embargo, las fuerzas de Alón se retiraron del Sinaí y, en lugar de esto, decidieron rodear a los egipcios mediante la captura de las posiciones al sur de Rafah.
El pueblo árabe de Rafah se encuentra en la frontera de Palestina y Egipto. Hacia el sur, había dunas de arena, seguidas por la carretera de la costa y el ferrocarril, seguida de otras dunas de arena, que mantiene un cementerio beduino en la parte superior (alrededor de 100 m sobre el nivel del mar). En la meseta entre las dunas, los británicos construyeron una gran base militar en ambos lados de la frontera, durante la Segunda Guerra Mundial.

## La batalla
El plan israelí (la segunda fase de la operación Horeb) era tomar un número de posiciones al sur de Rafah, al sur de la base militar de Rafah. La brigada Golani atacaría desde el este, tomaría la colina 102 y la posición del cementerio, mientras que la brigada Harel atacaría desde el sur y capturaría el cruce en la carretera entre Gaza y al-Arish. La 8ª brigada y la Néguev también debían ayudar en la operación de como fuerza de reserva y de distracción, respectivamente. Las fuerzas egipcias en la zona consistieron en una brigada reforzada con cañones de 25 libras y 20 tanques M22 Locust.
Las fuerzas del 12º Batallón de brigada Golani dejaron el kibutz Nirim a las 18:00 horas del 3 de enero. Una compañía fue asignada para tomar la colina 102 y la posición del cementerio. Un especial énfasis se puso en el transporte de municiones y refuerzos, después del anterior debacle en la batalla de la Colina 86. El ataque en la colina 102 fracasó, al igual que dos ataques posteriores. A medida que las fuerzas de Golani se acercaron a la colina en el primer ataque, fueron alcanzados por el fuego amigo de la artillería israelí, que hizo que los egipcios se mantuvieran sobre aviso y comenzaran a disparar su propia artillería. La compañía del Golani luego se retiró. El segundo asalto, esta vez con unidades blindadas, fue repelido por los egipcios que habían reforzado la posición con armas antitanque tras el primer ataque.
La posición del cementerio había sido capturada por las fuerzas israelíes a las 00:30 horas del 4 de enero. Las fuerzas lograron tomar al enemigo por sorpresa total y sólo fueron descubiertos a unos 50 m de distancia del perímetro defensivo interior, siendo capaces de penetrar y abrumar a los egipcios en una cuestión de minutos, tomando prisioneros. Los egipcios contraatacaron la posición del cementerio varias veces, pero no lograron desalojar a las fuerzas del Golani. El primer contraataque incluyó 9 tanques, los restos del batallón M22 Locust que luchó en la operación Assaf y en la colina 86. 5 tanques fueron destruidos por la brigada Golani, y los egipcios se retiraron. En el segundo contraataque (a las 11:00 horas), los israelíes destruyeron 4 tanques adicionales. El tercer contraataque se compuso sobre todo por soldados de infantería y vehículos blindados con lanzallamas. En ese momento, la mayoría de las armas de Golani estaban destruidas o atascadas. Después de que un PIAT golpeó a uno de los vehículos blindados egipcios, estos últimos se retiraron. Al menos 150 soldados egipcios murieron en sus contraataques.
El 5 de enero, los del Golani se trasladaron al oeste y tomaron otra posición más cercana a Junction, que aún estaba en manos de Egipto. Los barcos y aviones israelíes bombardearon las fuerzas egipcias, causando un gran número de víctimas, en su mayoría civiles; los egipcios trataron de bloquear una huida masiva a la península del Sinaí, que haría daño a la moral de la población de allí.
Mientras tanto, las fuerzas de Harel se movieron por la carretera Rafah–'Auja, y a las 14:00 horas del 4 de enero se habían tomado una serie de posiciones periféricas en la península del Sinaí, al otro lado de la frontera. A las 11:00 horas del 5 de enero, atacaron las posiciones del sur de Junction, pero no pudieron tomarlas. El 5º batallón de la brigada atacó por la noche y se las arregló para tomar las dos posiciones con vistas a Junction en las 02:00 horas del 6 de enero. Sin embargo, los egipcios contraatacaron durante una tormenta de arena y volvieron a tomar Junction, sorprendiendo a los israelíes, que se retiraron con 10 desaparecidos. Una reserva de la 8ª Brigada fue traída desde Gvulot, que realizó un asalto a la posición occidental de Junction en la tarde, pero el ataque no tuvo éxito.
En la noche del 6 al 7 de enero, el 4º Batallón (Harel), bajo David Elazar, capturando una zona más al oeste y se estableció allí, rodeando efectivamente a las fuerzas egipcias restantes en Palestina, según lo previsto por el comando israelí. Un convoy de suministros egipcio y un contraataque fueron detenidos en esta zona el 7 de enero. Los egipcios perdieron 8 tanques y vehículos blindados en el contraataque. En la noche del 7 al 8 de enero, las fuerzas israelíes bombardearon el ferrocarril costero para detener cualquier posibilidad de enviar suministros para los egipcios rodeados. Una mina que pusieron destruyó un tren egipcio que llevaba cientos de heridos a al-Arish.
El ataque final y decisivo fue planeado para el 8 de enero, pero la tormenta de arena hizo que los israelíes atrasaran el ataque durante otras 24 horas. En ese momento, el escalón político egipcio había acordado negociar un armisticio con los israelíes, con la condición de que Israel retirara sus fuerzas. El jefe del Comando Sur, Yigal Alón, estaba en contra de la aceptación de los términos, pero el 7 de enero el primer ministro David Ben-Gurión los aceptó. El alto el fuego se declaró oficialmente el 7 de enero a las 14:00 horas, a pesar de que las escaramuzas finales se libraron hasta la noche. En vista de ello, las fuerzas israelíes en la posición de la brigada Harel (incluyendo refuerzos de la 8ª Brigada) se retiraron entre el 9 y 10 de enero.

## Consecuencias
La batalla que rodeaba a Rafah significó el fin de las grandes compromisos de combate en la guerra árabe-israelí de 1948. La batalla allanó el camino para los acuerdos de armisticio entre Israel y Egipto de 1949, y las líneas del frente al final de la batalla más o menos correspondían a las fronteras del armisticio, excepto en la posición del cementerio y la cuña de Beit Hanoun, que fueron entregados a Egipto.